# PSV Eindhoven (Superleague Formula)
La PSV Eindhoven SF Team est une équipe de Superleague Formula.

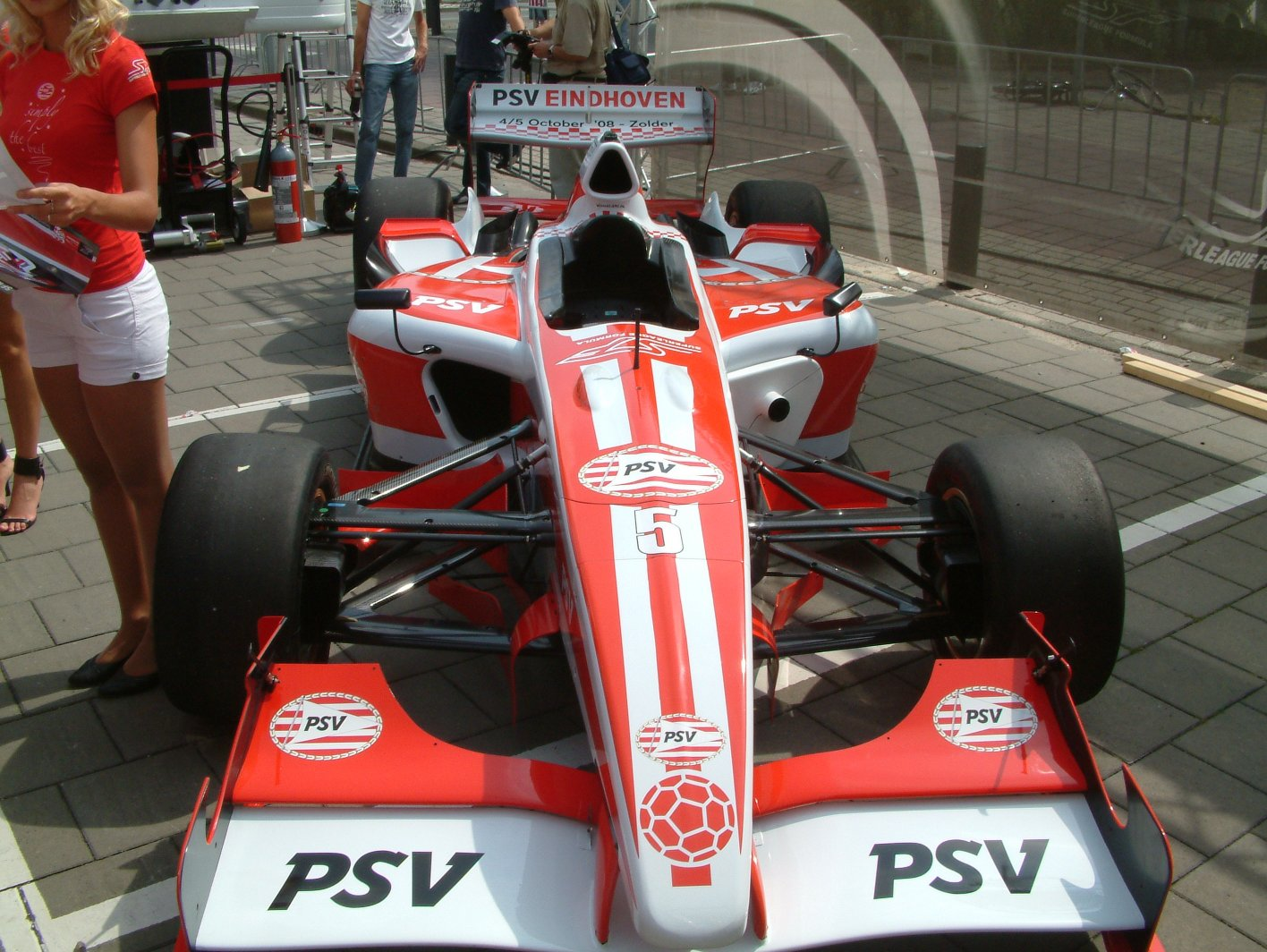
PSV Eindhoven Superleague Formula

## Résultats en Superleague Formula
| Saison | Ecurie             | Moteur | Pneumatiques | Pilotes                         | GP disputés | Victoires | Points inscrits | Classement     |
| ------ | ------------------ | ------ | ------------ | ------------------------------- | ----------- | --------- | --------------- | -------------- |
| 2008   | Azerti-Motorsport  | V12    | Michelin     | Yelmer Buurman                  | 12          | 1         | 337             | 2e             |
| 2009   | Azerti-Motorsport  | V12    | Michelin     | Dominick Muermans Carlo Van Dam | 12          | 0         | 147             | 18e            |
| 2010   | Racing for Holland | V12    | Michelin     | Narain Karthikeyan              | 2           | 0         | 14              | 16e (en cours) |